# Krisztián Pest
Krisztián Pest (n. Mohács, 7 de junio de 1975) es un futbolista Húngaro. Juega como centrocampista para el Kaposvári Rákóczi FC.